# Swetlina (gmina Dimitrowgrad)
Swetlina (bułg. Светлина) – wieś w południowej Bułgarii, w obwodzie Chaskowo, w gminie Dimitrowgrad.
Wieś położona jest na południe od wsi Gorski izwor i Susam oraz 9 km na północ od Minerałni bani, niedaleko drogi E80 prowadzącej do przejścia granicznego w miejscowości Kapitan Andreewo. W centrum wsi znajduje się cerkiew. Na wschodnim krańcu wsi znajduje się małe jezioro. Wieś otoczona jest lasami dębowymi. Blisko wsi mieszczą się także winnice.